# Debra Milke
Debra Jean „Debbie“ Milke (* 10. März 1964 als Debra Sadeik in Berlin) ist eine US-Amerikanerin, die 23 Jahre unschuldig in der Todeszelle war. Sie wurde im Oktober 1990 wegen Anstiftung zum Mord an ihrem Sohn zum Tode verurteilt. Es kamen immer mehr Zweifel an ihrer Schuld auf; im September 2013 kam Milke frei, im Dezember 2014 wurde die Mordanklage aufgehoben.

## Leben
Milke wurde als Tochter eines US-Soldaten und einer Deutschen im Berliner Ortsteil Lichterfelde geboren und zog 1965 mit ihrer Familie nach Arizona in die Vereinigten Staaten. Dort heiratete sie 1984 Mark Milke, 1985 kam Sohn Christopher auf die Welt. Die Ehe wurde nach drei Jahren geschieden.

## Verurteilung
Am 2. Dezember 1989 fuhren Debra Milkes Mitbewohner James Lynn Styers sowie dessen High-School-Freund Roger Mark Scott mit dem vierjährigen Christopher in die Wüste, wo er erschossen wurde. Nach seiner Verhaftung behauptete Scott, Milke habe ihn und Styers mit dem Mord beauftragt, um an die Lebensversicherung in Höhe von 5.000 US-Dollar zu kommen. Diese Lebensversicherung war aber lediglich Teil eines Sozialversicherungspakets, das allen Angestellten in Milkes Firma zustand, und wurde nicht von ihr gezielt abgeschlossen.
Im Anschluss wurde Debra Milke durch den Mord-Ermittler Armando Saldate verhört, von dem polizeiintern bekannt war, dass er die Rechte von Verdächtigen missachtet und bereits unter Eid gelogen hatte. Im Prozess sagte Saldate aus, Milke habe ihm die Anstiftung zum Mord gestanden. Sie habe ihre Tat damit begründet, dass der Sohn nicht werden solle wie sein Vater. Allerdings wurde Milke nicht über ihre Rechte (Miranda Rights) aufgeklärt und ein Geständnis von Milke nie unterschrieben; es gab kein Protokoll des Verhörs, keinen Zeugen und keine Video- und/oder Tonaufnahme. Am 12. Oktober 1990 wurde Milke wegen Mordes, Verschwörung zum Mord, Kindesmissbrauch und Entführung schuldig gesprochen und zum Tode verurteilt.
In den folgenden Jahren wurden immer mehr Zweifel an ihrer Schuld laut. So wurde beim Mittäter Roger Scott, der Milke belastet hatte, Schizophrenie festgestellt. Auch Armando Saldates Verhörmethoden kamen ans Licht und ließen Zweifel an Milkes Geständnis aufkommen. Obwohl Milke nur die US-Staatsbürgerschaft besitzt, setzten sich viele Prominente aus Deutschland für sie ein.
Der Termin für Milkes Hinrichtung wurde auf Januar 1998 festgelegt. Ein Arzt hatte bereits ihre Venen für den Zugang der Giftinjektion überprüft und auch ein Pfarrer hatte sie schon als seelischer Beistand besucht, bevor Milkes Anwälte die Hinrichtung noch verhindern konnten.

## Wiederaufnahme
Nach mehreren Anläufen der Verteidigung wurde am 14. März 2013 das strittige Urteil schließlich vom für Arizona zuständigen Appellationsgericht, einer mit drei Richtern besetzten Kammer des United States Court of Appeals for the Ninth Circuit in San Francisco, aufgehoben und die Freilassung von Milke binnen 90 Tagen angeordnet. Gegen diesen Beschluss legte der Generalstaatsanwalt von Arizona, Tom Horne, Berufung ein, weshalb Milke vorläufig weiter in Haft bleiben musste. Diese Berufung wurde am 6. Mai 2013 verworfen.
Am 8. Juli 2013 ordnete das Bundesbezirksgericht schließlich an, den Prozess wieder aufzurollen oder Milke aus der Haft zu entlassen. Wenige Stunden nach dieser Entscheidung erhob das Arizona Attorney General’s Office erneut Anklage gegen Milke. Die Staatsanwaltschaft erwartete im bevorstehenden Prozess eine erneute Aussage von Armando Saldate, diesmal unter Eid.
Am 5. September 2013 wurde Milke gegen eine Kaution von 250.000 Dollar (190.000 Euro) freigelassen. Im Gerichtsbeschluss heißt es: „Das Gericht war bisher nicht in der Lage, die Glaubwürdigkeit von Saldate gegen die Glaubwürdigkeit der Angeklagten zu beurteilen und somit zu entscheiden, ob sie Saldate die Tat gestanden hat oder nicht.“ Die Richterin merkte in ihrer Begründung an, dass es so gut wie keine Beweise gegen Milke gebe.
Vorerst wohnte Milke in einer von Unterstützern bereitgestellten Wohnung. Sie musste eine elektronische Fußfessel tragen und durfte zwischen 21 Uhr und 6 Uhr das Haus nicht verlassen. Der Prozess sollte nicht vor Januar 2015 beginnen. Im Dezember 2013 entschied ein Gericht, dass der Hauptbelastungszeuge Saldate auf seinen Antrag hin nicht aussagen muss. Milkes Anwältin kündigte daraufhin an, eine Einstellung des Verfahrens zu beantragen. Ein Gericht in Phoenix entschied am 18. April 2014, dass der Hauptbelastungszeuge gegen Milke doch aussagen muss.
Im Dezember 2014 ordnete ein Berufungsgericht an, die Mordanklage fallenzulassen, da nach der Verfassung der Vereinigten Staaten niemand zweimal wegen desselben Vergehens vor Gericht gestellt werden dürfe. Am 18. März 2015 lehnte der Oberste Gerichtshof in Arizona eine weitere Anhörung ab, was einer Einstellung des Verfahrens gleichkam.

## Nach der Freilassung
Nach ihrer endgültigen Freilassung lebte sie im US-Bundesstaat Arizona und arbeitete in einer Rechtsanwaltskanzlei. Sie kündigte an, nach Deutschland zu ziehen. Im September 2015 besuchte sie für einige Wochen ihre Geburtsstadt Berlin. James Lynn Styers und Roger Mark Scott befinden sich weiterhin in der Todeszelle.
Debra Milke reichte eine Zivilklage gegen die verantwortlichen US-Behörden in Arizona ein, um Schadensersatz für die mehr als 23 Jahre zu erhalten, die sie unschuldig im Gefängnis verbrachte. Diese wurde im Oktober 2020 von Richterin Roselyn O. Silver abgewiesen. Als Begründung wurde angeführt, dass Milke wiederholt relevante Dokumente für den Fall vernichtet und dadurch den Beweisfindungsprozess vorsätzlich behindert habe. Weiterhin wurde ihr vorgeworfen, den Kontakt zu einem Journalisten, der ein Buch über ihren Fall geschrieben hatte, verheimlicht zu haben. Sie soll diesem etwa 7000 teils vertrauliche Dokumente zugespielt haben. Milke legte Berufung ein, diese wurde vom Gericht jedoch abgewiesen.